# Sepp Schneider
Pour les articles homonymes, voir Schneider.
Sepp Schneider, né le 3 juin 1991, est un spécialiste autrichien du combiné nordique. 

## Biographie
Frère du sauteur à ski Balthasar Schneider, Sepp Schneider participe à ses premières compétitions FIS en 2006. En 2010, il découvre la Coupe continentale, dans laquelle il gagne sa première manche en janvier 2012 à Høydalsmo. Sa première sélection en équipe nationale date de 2011 pour les Championnats du monde junior.
Le 11 janvier 2012 à Almaty, il est appelé pour la première fois en Coupe du monde et marque ses premiers points avec une trentième place. En janvier 2013, lors de l'étape de Schonach, il se trouve dans le relais autrichien qui termine quatrième puis améliore son meilleur résultat individuel avec une 13e place. Lors de la saison 2013-2014, il parvient à faire mieux avec deux tops 10 en individuel, huitième à Lahti puis septième à Oslo.
Il entame l'hiver 2014-2015 qu'à la mi-janvier avant de se retrouver près de son premier podium individuel en terminant quatrième à Val di Fiemme, battu au sprint par Jørgen Graabak pour la troisième place. Le lendemain, il monte sur son premier podium en Coupe du monde en prenant la troisième place avec Bernhard Gruber du sprint par équipes. En 2017, il prend la troisième place lors d'un concours régional de saut à ski,.
En 2018, il annonce prendre sa retraite en raison de problème de santé.

## Résultats

### Championnats du monde
| Épreuve / Édition | Épreuve / Édition | Falun 2015 |
| ----------------- | ----------------- | ---------- |
| Gundersen         | PT                | —          |
| Gundersen         | GT                | 13e        |
| Par équipes       | PT                | 5e         |
| Par équipes       | GT                | 7e         |

### Coupe du monde
- Meilleur classement général : 32e en 2014.
- 1 podium par équipes.
- Meilleur résultat individuel : 4e.

| Année     | Classement général final |
| 2011-2012 | 61e                      |
| 2012-2013 | 51e                      |
| 2013-2014 | 32e                      |
| 2014-2015 | 37e                      |

### Coupe continentale
- 7 podiums dont 3 victoires.